# Liste der Einträge im National Register of Historic Places im Gallatin County (Illinois)

Lage des Gallatin County in Illinois

Die Liste der Einträge im National Register of Historic Places im Gallatin County in Illinois führt die Bauwerke und historischen Stätten im Gallatin County auf, die in das National Register of Historic Places aufgenommen wurden.
| [ 2 ] | Name                                 | Bild                                 | Eintragsdatum        | Lage                                              | Ort             | Beschreibung |
| ----- | ------------------------------------ | ------------------------------------ | -------------------- | ------------------------------------------------- | --------------- | ------------ |
| 1     | Camp Mather-Camp Logan               | Camp Mather-Camp Logan               | 1998 ID-Nr. 98000983 | 10765 IL 13 37° 42′ 24″ N, 88° 10′ 42″ W          | Shawneetown     |              |
| 2     | Crenshaw House                       | Crenshaw House                       | 1985 ID-Nr. 85001164 | Abseits der IL 1 37° 43′ 49″ N, 88° 17′ 33″ W     | Equality        |              |
| 3     | Duffy Site                           | Duffy Site                           | 1977 ID-Nr. 77000485 | Adresse nicht veröffentlicht                      | New Haven       |              |
| 4     | John Marshall House Site             | John Marshall House Site             | 1975 ID-Nr. 75000659 | Adresse nicht veröffentlicht                      | Old Shawneetown |              |
| 5     | Robert and John McKee Peeples Houses | Robert and John McKee Peeples Houses | 1983 ID-Nr. 83000317 | Main Street 37° 41′ 53″ N, 88° 8′ 2″ W            | Old Shawneetown |              |
| 6     | Saline Springs                       | Saline Springs                       | 1973 ID-Nr. 73000702 | Adresse nicht veröffentlicht                      | Equality        |              |
| 7     | State Bank                           | State Bank                           | 1972 ID-Nr. 72000459 | Main Street Ecke IL 13 37° 41′ 48″ N, 88° 8′ 7″ W | Old Shawneetown |              |